# Niger na Letních olympijských hrách 2008
Niger se účastnil Letní olympiády 2008. Zastupovalo ho 5 sportovců (3 muži a 2 ženy) ve 3 sportech. Niger nezískal žádnou medaili.